# 藤岡町 (愛知県)
藤岡町（ふじおかちょう）は、かつて愛知県西加茂郡に属していた町である。2005年4月1日に、藤岡町を含む6町村が豊田市へ吸収され、消滅した。

## 地理

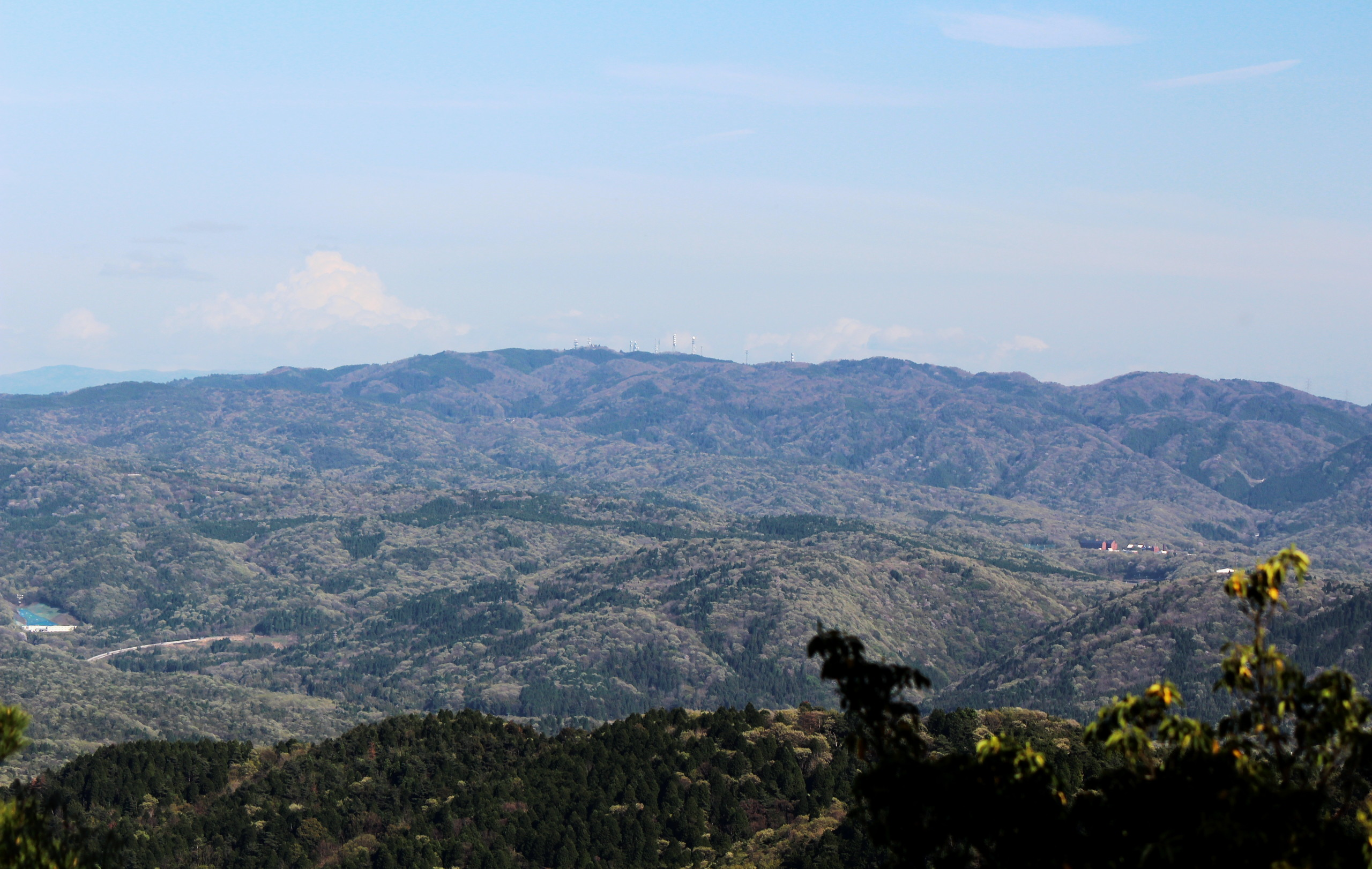
三国山

藤岡町は三河高原・尾張丘陵・豊田台地にまたがっている。最高標高地点は三国山山頂直下の標高700 mの地点であり、最低標高地点は西中山川と山田川の合流部付近の標高80 mの地点である。なお、住民の多くは標高100 から200 mの地域に居住してきた。
藤岡町を流れる河川は、全てが矢作川の支流である。
山岳
- 三国山 - 藤岡町の北側の標高701 mの山である。藤岡町と岐阜県土岐市の行政境界であり、また瀬戸市との境界にも近い。「三国」とは三河国・美濃国・尾張国を指す。
- 猿投山 - 藤岡町の西側の標高629 mの山である。山頂は豊田市と瀬戸市の境界であり、藤岡町にはかかっていないが、山麓は藤岡町にかかっている。

河川
- 矢作川 - 一部が足助町との行政境界であった。藤岡町は矢作川の右岸側である。
  - 犬伏川 - 矢作川の支流の一級河川である。豊田市富田町付近で矢作川本流に合流する。流域面積は藤岡町の48パーセントを占める[2]。
    - 木瀬川 - 犬伏川の支流。途中に木勢ダムが建設され、藤岡町内では目立つ水域であるダム湖の「しらさぎ湖」が作られた。

  - 飯野川 - 矢作川の支流の一級河川である。豊田市東広瀬町付近で矢作川本流に合流する。流域面積は藤岡町の29パーセントを占める[2]。
  - 御船川 - 矢作川の支流の二級河川である。流域面積は藤岡町の12パーセントを占める[2]。

## 交通

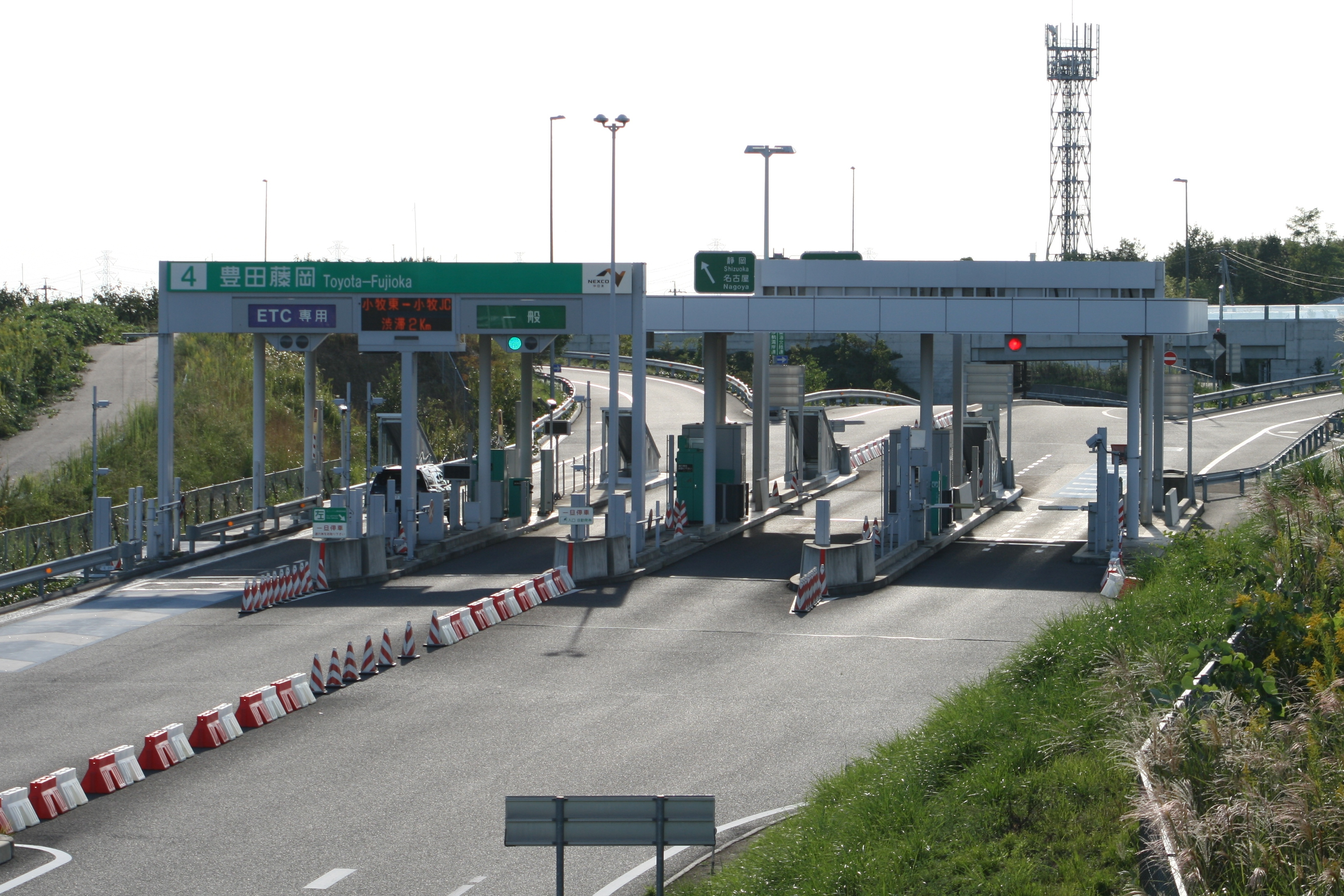
東海環状自動車道の豊田藤岡IC

### 鉄道
かつては名鉄瀬戸線を藤岡町まで延長させる構想が存在したものの、延伸されなかった。このため藤岡町内に鉄道路線は無かった。
2005年4月1日に藤岡町が消滅した時点での鉄道を利用する場合の最寄り駅は、地理的には愛知環状鉄道線の四郷駅であった。ただし、2004年3月31日までは、名古屋鉄道の三河線の三河広瀬駅などの方が近かった。なお、公共交通（下記の名鉄バス藤岡線乗り継ぎ）などの利便性からは、実質的に名古屋鉄道三河線・豊田線の豊田市駅などが利用されてきた。

### バス
- 名鉄バス藤岡線（現在はとよたおいでんバスに引継ぎ）
- 旭バス旭藤岡線（同上）

### 道路
- 猿投グリーンロード - 中山IC - 藤岡町の南端部を東西に通過していた。
- 国道419号 - 藤岡町を南南西から北東へと通過していた道路で、藤岡町役場付近を通っていた。
- 愛知県道11号豊田明智線 - 矢作川の右岸に沿って作られた県道で、この関係で藤岡町の東端部を通っていた。
- 愛知県道13号豊田多治見線 - 藤岡町の北部を岐阜県へと抜けていた。
- 愛知県道33号瀬戸設楽線 - 藤岡町を東南東から西北西に抜けていた県道で、藤岡町役場付近で国道419号と交わっていた。町内唯一の高校である愛知県立加茂丘高等学校も、この道路沿いの近くに立地している。
  - 愛知県道485号沢田御作線 - 愛知県道33号から北側へ、犬伏川の上流へと沿うように作られた道路。
  - 愛知県道486号木瀬富田線 - 犬伏川に沿うような経路で、木瀬川が犬伏川へ合流する付近からは、木瀬川に沿って国道419号に抜ける。
- 愛知県道349号深見亀首線 - 藤岡町の南端部で国道419号から分岐して、豊田市へ向かう道路だった。
- 愛知県道350号北一色東広瀬線 - 愛知県道33号から南へ分岐して、藤岡町役場付近で国道419号に合流し、さらに飯野川に達するまでは、愛知県道33号に並行する。そこからは飯野川に沿う経路で、飯野川が矢作川へ合流する付近へ向かう。
- 愛知県道352号・岐阜県道112号上渡合土岐線 - 愛知県道33号から北へ分岐して、岐阜県へ向かう。
- 愛知県道353号大平折平線 - 愛知県道33号から北へ分岐して、おおむね北東へと向かい、小原村へと抜ける道路だった。
- 東海環状自動車道 - 藤岡町の南端部。
  - 豊田藤岡インターチェンジ[注釈 1]

## 歴史
- 1889年（明治22年）10月1日 - 明治の大合併により西加茂郡に、高岡村と藤河村が誕生。
- 1906年（明治39年）7月1日 - 西加茂郡高岡村、藤河村と富貴下村の一部（西広瀬・西枝下）が合併し、藤岡村が誕生[3]。合併前の村名から1文字ずつとった合成地名である[3]。富貴下村の残部は石野村・猿投村を新設。
- 1947年（昭和22年） - 藤岡村役場の木造2階建て庁舎が開庁[4]。
- 1957年（昭和32年） - 愛知県で初めて国の総合開発指定村に指定[4]。
- 1968年（昭和43年）7月 - 藤岡村役場の鉄筋コンクリート造3階建て庁舎が開庁[4]。
- 1972年（昭和47年） - 豊田加茂広域市町村協議会規約が制定され、広域行政圏が発足[5]。
- 1972年（昭和47年）4月1日 - 猿投グリーンロードが開通。奥三河から名古屋市までの所要時間は著しく短縮[6]。
- 1972年（昭和47年）7月13日 - 昭和47年7月豪雨により「四七・七災害」と呼ばれる土砂災害が発生し、藤岡村では20名が亡くなった[6]。愛知県は藤岡村に災害救助法を発動した[7]。
- 1978年（昭和53年）4月1日 - 藤岡村が町制施行して藤岡町が発足。人口は6320人。
- 1979年（昭和54年）5月27日 - 藤岡町の愛知県有林で第30回全国植樹祭が開催され、天皇・皇后が藤岡町を来訪[8]。
- 1980年（昭和55年）4月 - 藤岡町中央公民館が開館[8]。
- 1988年（昭和63年）10月3日 - 人口が1万人を突破[9]。
- 1995年（平成7年） - この年に実施された国勢調査における人口増加率は、愛知県内で第1位だった。平均年齢は32.8歳であり、沖縄県西原町と同率で、平均年齢が日本で最も若い自治体だった。
- 2000年（平成12年） - この年に実施された国勢調査における人口増加率は、愛知県内で第2位だった。平均年齢は34.1歳であり、平均年齢が日本で最も若い自治体（単独）だった[9]。
- 2005年（平成17年）4月1日 - 西加茂郡藤岡町・小原村・東加茂郡足助町・下山村・旭町・稲武町の4町2村が豊田市へ編入され、藤岡町は廃止。

## 行政
- 町長：田中鋭司（2000年4月28日 - 2005年3月31日）

### 姉妹都市
- ベンド市（アメリカ合衆国オレゴン州）
  - 1997年 姉妹都市提携

## 教育機関

### 高等学校
- 愛知県立猿投農林高等学校藤岡分校（1973年3月閉校）
  - 1949年2月に愛知県立加茂高等学校の藤岡分校として開校し、同年4月には愛知県立猿投高等学校藤岡分校と改称した[10]。さらに、1950年4月には愛知県立猿投農林高等学校藤岡分校に改称された[10]。当初は藤岡中学校の敷地内にある藤岡村中央公民館を使用していたが、1951年には飯野坂口に独立した校舎が竣工した。定時制。
- 愛知県立加茂丘高等学校
  - 愛知県立猿投農林高等学校の藤岡分校・小原分校、および、愛知県立足助高等学校の旭分校を統合して設立された高校である。小原村や旭町と協力して普通科高校の誘致を行い、1972年4月に開校した[11]。1975年からアメリカ合衆国のオレゴン州ベンド市のベンド高校との間で国際交流を実施し、1998年の藤岡町とベンド市の間の姉妹都市提携につながった[11]。

### 中学校
- 藤岡町立藤岡中学校
  - 1947年開校[注釈 2]。藤岡村は教育振興に力を入れ、1951年までは愛知県内で例を見なかったスクールバスが運行された[12]。中学卒業後に就職する際に役立たせるために、1962年には募金によってトラックを購入し、自動車クラブが設立された[12]。1975年には鉄筋コンクリート造3階建ての校舎が完成し、これはLL教室・ランチルーム・スタジオなどを備える校舎だった[12]。

### 小学校
- 藤岡町立飯野小学校
  - 旧称は藤岡尋常高等小学校。
- 藤岡町立石畳小学校
  - 旧称は藤岡第一尋常小学校。
- 藤岡町立御作小学校
  - 旧称は藤岡第二尋常小学校。
- 藤岡町立中山小学校
  - 旧称は藤岡第三尋常小学校。

## 名所・旧跡・観光スポット

### 旧跡
- 旧山内家住宅 - 江戸時代中期（1730年頃）の民家。愛知県指定文化財[13]。

### 神社
藤岡町には「八柱神社」と言う名称の神社が複数立地してきた。全ての神社が毎年秋に例大祭を開催してきた。
- 八柱神社 - 木瀬にある神社。
- 八柱神社 - 折平にある神社。
- 八柱神社 - 北曽木にある神社。
- 八柱神社 - 上落合にある神社。
- 八柱神社 - 白川にある神社。
- 八柱神社 - 石畳にある神社。
- 八柱神社 - 三箇にある神社。
- 八柱神社 - 北一色にある神社。
- 八柱神社 - 西中山にある神社。
- 八柱神社 - 御作にある神社。
- 八柱神社 - 上川口にある神社。
- 磯崎神社 - 深見にある神社。
- 磯崎神社 - 迫にある神社。
- 八剱神社 - 西市野々の神社。
- 八幡神社 - 田茂平野神社。
- 天神社 - 下川口にある神社。
- 洲原神社 - 石飛にある神社。
- 秋葉神社 - 飯野にある神社。

### 寺院
藤岡町では曹洞宗の寺院が大半を占め、その他には浄土宗や真宗大谷派の寺院が見られた。
- 広済寺 - 広瀬にある曹洞宗の寺院。
- 慶昌寺 - 三箇にある曹洞宗の寺院。広済寺に属する。
- 天徳寺 - 御作にある曹洞宗の寺院。広済寺に属する。
- 昌林寺 - 御作にある曹洞宗の寺院。広済寺に属する。
- 徳昌寺 - 木瀬にある曹洞宗の寺院。広済寺に属する。
- 雲興寺 - 赤津にある曹洞宗の寺院。
- 蔵円寺 - 白川にある曹洞宗の寺院。雲興寺に属する。
- 向陽寺 - 折平にある曹洞宗の寺院。雲興寺に属する。
- 金剛寺 - 北一色にある曹洞宗の寺院。雲興寺に属する。樹齢300年のしだれ桜で知られる。しだれ桜は1974年2月に「藤岡の銘木」に指定された[14]。
- 林宗寺 - 飯野にある曹洞宗の寺院。雲興寺に属する。
- 阿弥陀寺 - 飯野にある曹洞宗の寺院。雲興寺に属する。
- 天宗寺 - 木瀬にある曹洞宗の寺院。雲興寺に属する。
- 教安院 - 深見にある浄土宗の寺院。豊田市加納町の弘誓院の末寺。
- 薬師寺 - 深見にある浄土宗の寺院。
- 薬師寺 - 迫にある浄土宗の寺院。
- 栄行寺 - 下川口にある真宗大谷派の寺院。岡崎市針崎町の勝鬘寺の末寺。

### 施設
- 愛知県緑化センター・昭和の森 - 愛知県政100周年を記念して1976年5月に愛知県緑化センターがオープン[15]。昭和天皇在位50年を記念して1981年4月に昭和の森が整備された[15]。
- しらさぎ湖（木瀬ダム） - 多目的ダムの木瀬ダム周辺は親水公園として整備されている[16]。
- 豊田市藤岡民俗資料館 - 1981年3月開館。1954年竣工の藤岡町立藤岡中学校特別教室の校舎を利用した施設[17]。登録有形文化財。
- アイシン精機・藤岡試験場 - いわゆる自動車のテストコースであり、敷地面積は約0.67 kmである2[18]。
- 藤岡カントリークラブ - ゴルフ場。
- 名古屋グリーンカントリークラブ - ゴルフ場。